# Arena Maurice Richard
La Arena Maurice Richard (en francés: Aréna Maurice-Richard) es un arena multiusos con 4.750 asientos en la ciudad de Montreal, en la provincia de Quebec, al este de Canadá. Fue construido en 1962. Se llama así en honor de Maurice Richard. La pista fue renovada en 1994. Fue llamado así por ser Montreal la ciudad natal de un héroe del hockey local. Este espacio incluye una exposición multimedia sobre la vida de los Canadiens de Montreal. La entrada a la arena es gratuita y hay una tienda de regalos en el lugar. Antiguamente el hogar del Montreal Rocket, la pista de hielo se utiliza también para el entrenamiento de velocidad y patinaje artístico. Puede albergar eventos corporativos, con banquetes con capacidad para 2000 personas. El estadio también fue anfitrión de los eventos de boxeo y lucha libre en los Juegos Olímpicos de Verano de 1976.